# Ласеллс, Эдвард, 1-й граф Хэрвуд
Эдвард Ласеллс, 1-й граф Хэрвуд (англ. Edward Lascelles, 1st Earl of Harewood; 7 января 1740 — 3 апреля 1820) — британский землевладелец, коллекционер произведений искусства, пэр и политик.

## Биография
Родился 7 января 1740 года. Старший сын Эдварда Ласеллса (1702—1747), старшего таможенного чиновника на Барбадосе, и Фрэнсис Болл (1719—1761), внук землевладельца и политика Дэниела Ласеллса (1655—1734). Младший брат — генерал Фрэнсис Ласеллс (1744—1799).
После смерти своего бездетного двоюродного брата, Эдвина Ласеллса, 1-го барона Хэрвуда (1713—1795), Эдвард унаследовал его состояние, заработанное в Вест-Индии благодаря атлантической работорговле и таможенным должностям. В 1799 году он (или фонд пособий его ближайших родственников) считался третьей по богатству небольшой семейной единицей в Великобритании, владея 2,9 миллионами фунтов стерлингов (что эквивалентно 303 100 000 фунтов стерлингов в 2021 году).
Эдвард Ласеллс заседал в Палате общин Великобритании от Норталлертона (1761—1774, 1790—1796).
18 июня 1796 года ему был пожалован титул барона Хэрвуда из Хэрвуда в графстве Йоркшир в системе Пэрства Великобритании.
7 сентября 1812 года Эдвард Ласеллс получил титулы виконта Ласеллса и графа Хэрвуда в графстве Йоркшир (Пэрство Соединённого королевства).

## Семья
12 мая 1761 года в Лондоне Эдвард Ласеллс женился на Энн Чалонер (ок. 1742 — 22 февраля 1805), дочери Томаса Чалонераи из Гисборо и Мэри Фанни. У супругов было четверо детей:
- Леди Мэри Энн Ласеллс (22 ноября 1775 — 10 июня 1831), вышла замуж за Ричарда Йорка.
- Эдвард Ласселлес, виконт Ласеллс (10 января 1764 — 3 июня 1814), умер неженатым.
- Генри Ласеллс, 2-й граф Хэрвуд (25 декабря 1767 — 24 ноября 1841), второй сын и преемник отца.
- Леди Фрэнсис Ласеллс (11 июня 1762 — 31 марта 1817), вышла замуж за достопочтенного Джона Дугласа (1756—1818), сына Джеймса Дугласа, 14-го графа Мортона.